# Associazione Sportiva Bari 1993-1994
Questa pagina raccoglie le informazioni riguardanti l'Associazione Sportiva Bari nelle competizioni ufficiali della stagione 1993-1994.

## Stagione
Nella stagione 1993-1994 il Bari di Giuseppe Materazzi disputa il campionato cadetto, raccoglie 45 punti, che valgono il secondo posto con promozione in Serie A insieme alla Fiorentina, al Brescia ed al Padova. I galletti partono subito forte, nelle prime sette giornate si prendono quattro vittorie e tre pareggi, al termine del girone di andata sono terzi con 24 punti, ma tutto si decide, come spesso accade, nell'ultima giornata con il pareggio interno (1-1) con il Padova, che dà la certezza della promozione al Bari e manda allo spareggio promozione i patavini contro il Cesena. I biancorossi sono di nuovo nella massima serie del calcio italiano, trascinati dalla coppia di attaccanti formata da Sandro Tovalieri e Igor Protti che insieme vanno in goal venti volte. Nella Coppa Italia il Bari perde ad Avellino (1-0) e lascia la competizione fin dal primo turno.

## Rosa
| N. |                    | Ruolo | Calciatore            |
| -- | ------------------ | ----- | --------------------- |
|    | Italia (bandiera)  | P     | Giuseppe Alberga      |
|    | Italia (bandiera)  | C     | Angelo Alessio        |
|    | Italia (bandiera)  | D     | Lorenzo Amoruso       |
|    | Italia (bandiera)  | C     | Michele Andrisani     |
|    | Italia (bandiera)  | C     | Onofrio Barone        |
|    | Italia (bandiera)  | C     | Emiliano Bigica       |
|    | Italia (bandiera)  | D     | Emanuele Brioschi     |
|    | Italia (bandiera)  | A     | Berardino Capocchiano |
|    | Italia (bandiera)  | P     | Alberto Fontana       |
|    | Brasile (bandiera) | A     | João Paulo            |
|    | Italia (bandiera)  | C     | Carmine Gautieri      |

| N. |                   | Ruolo | Calciatore            |
| -- | ----------------- | ----- | --------------------- |
|    | Italia (bandiera) | D     | Donato Gentile        |
|    | Italia (bandiera) | D     | Gabriele Grossi       |
|    | Italia (bandiera) | C     | Maurizio Laureri      |
|    | Italia (bandiera) | D     | Amedeo Mangone        |
|    | Italia (bandiera) | D     | Marcello Montanari    |
|    | Italia (bandiera) | C     | Francesco Pedone      |
|    | Italia (bandiera) | A     | Igor Protti           |
|    | Italia (bandiera) | C     | Carmelo Puglisi       |
|    | Italia (bandiera) | D     | Gianluca Ricci        |
|    | Italia (bandiera) | D     | Massimiliano Tangorra |
|    | Italia (bandiera) | A     | Sandro Tovalieri      |

## Risultati

### Campionato

#### Girone di andata
| Arbitro: | Borriello (Mantova) |

|                |           |               |
| Di Stefano 44’ | Marcatori | 20’ Tovalieri |

| Bari 5 settembre 1993 2ª giornata | Bari                 | 0 – 0 | Monza | Stadio San Nicola\| Arbitro: \| Nepi (Ascoli Piceno) \| |
| Arbitro:                          | Nepi (Ascoli Piceno) |       |       |                                                         |

| Arbitro: | Racalbuto (Gallarate) |

|            |           |                                                     |
| Viviani 4’ | Marcatori | 6’ Barone 53’, 83’ Protti 64’ Tovalieri 86’ Alessio |

| Arbitro: | Pairetto (Nichelino) |

|                                              |           |                                |
| Gautieri 9’ (rig.) Protti 14’ Joao Paulo 62’ | Marcatori | 65’ (rig.) Agostini 78’ Caccia |

| Arbitro: | Tombolini (Ancona) |

|               |           |  |
| Tovalieri 24’ | Marcatori |  |

| Arbitro: | Beschin (Legnago) |

|                      |           |                          |
| Susic 7’ Rotella 17’ | Marcatori | 39’ Montanari 54’ Barone |

| Arbitro: | Braschi (Prato) |

|                                                     |           |           |
| Barone 19’ (rig.) Tovalieri 45’ Gautieri 69’ (rig.) | Marcatori | 59’ Maini |

| Arbitro: | Bolognino (Milano) |

|                 |           |  |
| Buoncammino 69’ | Marcatori |  |

| Arbitro: | Trentalange (Torino) |

|  |           |               |
|  | Marcatori | 90’ Banchelli |

| Arbitro: | Treossi (Forlì) |

|  |           |                                           |
|  | Marcatori | 19’, 45’ Tovalieri 79’ Barone 90’ Alessio |

| Arbitro: | Cesari (Genova) |

|                                                              |           |  |
| Joao Paulo 12’ (rig.) L. Amoruso 53’ Gautieri 63’ Protti 81’ | Marcatori |  |

| Arbitro: | Rosica (Roma) |

|            |           |  |
| Hubner 90’ | Marcatori |  |

| Arbitro: | Beschin (Legnago) |

|              |           |              |
| Tangorra 57’ | Marcatori | 77’ Masolini |

| Arbitro: | Quartuccio (Torre Annunziata) |

|                |           |                |
| Campilongo 59’ | Marcatori | 46’ Joao Paulo |

| Arbitro: | Brignoccoli (Ancona) |

|                                            |           |  |
| Tangorra 2’, 55’ L. Amoruso 21’ Pedone 39’ | Marcatori |  |

| Arbitro: | Ceccarini (Livorno) |

|             |           |                |
| Caramel 47’ | Marcatori | 50’ L. Amoruso |

| Arbitro: | Bettin (Padova) |

|             |           |               |
| Alfieri 44’ | Marcatori | 18’ Tovalieri |

| Bari 9 gennaio 1994 18ª giornata | Bari          | 0 – 0 | Acireale | Stadio San Nicola\| Arbitro: \| Lana (Torino) \| |
| Arbitro:                         | Lana (Torino) |       |          |                                                  |

| Arbitro: | Rodomonti (Teramo) |

|               |           |                          |
| Simonetta 76’ | Marcatori | 17’ Pedone 52’ Tovalieri |

#### Girone di ritorno
| Arbitro: | Cinciripini (Ascoli Piceno) |

|                                |           |  |
| Alessio 15’ Tovalieri 21’, 62’ | Marcatori |  |

| Arbitro: | Treossi (Forlì) |

|  |           |              |
|  | Marcatori | 6’ Tovalieri |

| Arbitro: | Borriello (Mantova) |

|            |           |  |
| Bigica 46’ | Marcatori |  |

| Arbitro: | Cesari (Genova) |

|                                     |           |              |
| Vecchiola 37’ Lupo 42’ Agostini 85’ | Marcatori | 87’ Gautieri |

| Ravenna 20 febbraio 1994 24ª giornata | Ravenna                                | 0 – 0 | Bari | Stadio Bruno Benelli\| Arbitro: \| Pellegrino (Barcellona Pozzo di Gotto) \| |
| Arbitro:                              | Pellegrino (Barcellona Pozzo di Gotto) |       |      |                                                                              |

| Arbitro: | Brignoccoli (Ancona) |

|              |           |  |
| Gautieri 52’ | Marcatori |  |

| Arbitro: | Braschi (Prato) |

|              |           |             |
| Bierhoff 26’ | Marcatori | 37’ Alessio |

| Arbitro: | Ceccarini (Livorno) |

|  |           |          |
|  | Marcatori | 15’ Soda |

| Firenze 27 marzo 1994 28ª giornata | Fiorentina       | 0 – 0 | Bari | Stadio Artemio Franchi\| Arbitro: \| Bazzoli (Merano) \| |
| Arbitro:                           | Bazzoli (Merano) |       |      |                                                          |

| Arbitro: | Bolognino (Milano) |

|                    |           |  |
| Tovalieri 30’, 58’ | Marcatori |  |

| Arbitro: | Collina (Viareggio) |

|                 |           |               |
| Baronchelli 76’ | Marcatori | 54’ Tovalieri |

| Arbitro: | Rodomonti (Teramo) |

|  |           |                |
|  | Marcatori | 29’ Calcaterra |

| Andria 24 aprile 1994 32ª giornata | Fidelis Andria   | 0 – 0 | Bari | stadio Comunale\| Arbitro: \| Baldas (Trieste) \| |
| Arbitro:                           | Baldas (Trieste) |       |      |                                                   |

| Bari 1º maggio 1994 33ª giornata | Bari               | 0 – 0 | Venezia | Stadio San Nicola\| Arbitro: \| Stafoggia (Pesaro) \| |
| Arbitro:                         | Stafoggia (Pesaro) |       |         |                                                       |

| Arbitro: | Quartuccio (Torre Annunziata) |

|  |           |              |
|  | Marcatori | 75’ Gautieri |

| Bari 15 maggio 1994 35ª giornata | Bari             | 0 – 0 | Cosenza | Stadio San Nicola\| Arbitro: \| Arena (Ercolano) \| |
| Arbitro:                         | Arena (Ercolano) |       |         |                                                     |

| Arbitro: | Amendolia (Messina) |

|                                       |           |                                   |
| Protti 10’, 40’ Joao Paulo 58’ (rig.) | Marcatori | 3’ A. Carnevale 16’, 36’ Compagno |

| Arbitro: | Cesari (Genova) |

|               |           |  |
| Logiudice 90’ | Marcatori |  |

| Arbitro: | Nicchi (Arezzo) |

|            |           |                      |
| Pedone 77’ | Marcatori | 81’ (rig.) Galderisi |

## Coppa Italia
| Arbitro: | Tombolini (Ancona) |

|            |           |  |
| Fresta 80’ | Marcatori |  |